# Bengaalse vos
De Bengaalse vos (Vulpes bengalensis), ook wel Indische vos, is een soort vos die voorkomt in Zuid-Azië.

## Kenmerken
De Bengaalse vos is relatief klein, heeft een langwerpige snuit, heeft spitse oren en hij heeft een pluimstaart.

## Verspreiding
Deze soort komt voor op het Indisch Subcontinent. De vos komt voor van de Himalaya in Nepal tot aan Zuid-India en van zuidelijk en oostelijk Pakistan tot aan Oost-India en Zuidwest-Bangladesh.